# Juan Pablo Medina
Juan Pablo Medina Sánchez (Arlington, Virginia, 22 de octubre de 1977) es un actor estadounidense. En 2018 ganó notable reconocimiento al participar en la serie web, La casa de las flores.

## Biografía
En 2021 sufre una serie de episodios médicos complicados que le ha dejado ver su rostro desde su ingreso hospitalario por primera vez en la Clínica Mayo en la Ciudad de México cuando se encontraba en un set de grabación de la nueva serie Horario estelar de repente. El 23 de julio de 2021 por decisión de él, y apoyo de su familia, sus amigos, su novia y médicos decide amputar su pie y parte de la pierna izquierda debido a una trombosis que sufrió al darle dolor en su estómago.

## Carrera
Inició su carrera en la telenovela Cuando seas mía. Es egresado de la escuela de actuación CEFAC de Televisión Azteca, empresa para la cual trabajó durante muchos años (2000-2013).
Ha participado en distintas producciones de televisión entre las que se encuentran La casa de las flores (2018), Soy tu fan (2010), Guerra de ídolos (2017), Sin rastro de ti (2016), Las Juanas (2005), entre otras.
Medina ha formado parte del elenco de obras como La enfermedad de la juventud y Un dos tres por mi y Todos mis amores. 
También ha participado en varias películas entre las que se encuentran Guadalupe Reyes (2019), Amor de mis amores (2014), No sé si cortarme las venas o dejármelas largas (2013), La vida inmoral de la pareja ideal (2016), Espacio interior (2012).

## Filmografía

### Televisión
| Año       | Título                      | Rol                              | Notas                                                         |
| --------- | --------------------------- | -------------------------------- | ------------------------------------------------------------- |
| 2001      | Souvenir                    | Fausto                           |                                                               |
| 2001      | Cuando seas mía             | Bernardo Sánchez Serrano Vallejo | Actuación estelar                                             |
| 2001      | Lo que callamos las mujeres | Rodolfo                          | Episodio: «Todo a la venta»                                   |
| 2002      | El país de las mujeres      | Diego                            | Actuación estelar                                             |
| 2002      | Sin permiso de tus padres   |                                  |                                                               |
| 2003      | El poder del amor           |                                  |                                                               |
| 2003      | Enamórate                   | Samuel                           | Actuación estelar                                             |
| 2004      | Soñarás                     | Alfredo                          | Antagonista principal                                         |
| 2004      | La vida es una canción      | Mario                            |                                                               |
| 2005      | Las Juanas                  | Eliseo Bustamante                | Actuación estelar                                             |
| 2007      | Ljubav u zaledu             | Enrique Castillo                 |                                                               |
| 2007—2008 | Se busca un hombre          | Armando                          | Actuación estelar                                             |
| 2008      | Cambio de vida              |                                  | Episodio: «Despecho»                                          |
| 2009      | Eternamente tuya            | Iván                             | Actuación estelar                                             |
| 2009      | A cada quien su santo       |                                  | Episodio: «Santo matrimonio»                                  |
| 2009—2010 | Gregoria, la cucaracha      | Detective Muñoz                  |                                                               |
| 2010      | Drenaje profundo            | Ulises Elizalde                  | Elenco principal, 20 episodios                                |
| 2010      | Soy tu fan                  | Iñaqui Díaz de Olavarrieta       | Elenco principal, 25 episodios                                |
| 2011—2012 | Lucho en familia            | Beto                             | Elenco principal, 30 episodios                                |
| 2012      | Amor cautivo                | Efraín Rivero                    | Actuación estelar                                             |
| 2013      | Secretos de familia         | Juan Pablo                       | Actuación estelar                                             |
| 2014      | Amor sin reserva            | Óscar Padilla                    | Actuación estelar                                             |
| 2015      | Paramédicos                 | Sebastián                        | Elenco recurrente, 10 episodios                               |
| 2016      | Sin rastro de ti            | Tomás Burgos                     | Actuación estelar                                             |
| 2016—2017 | Blue Demon                  | Dr. Buelna                       | Invitado, 2 episodios                                         |
| 2017      | Guerra de ídolos            | Amado Matamoros                  | Coprotagonista                                                |
| 2017—2018 | 40 y 20                     | Samuel Hilario                   | Episodio: «Corregido y aumentado» Episodio: «La chavita bien» |
| 2018      | Ingobernable                | General Raúl Mejía               | Invitado especial, 8 episodios                                |
| 2018—2020 | La casa de las flores       | Diego Olvera                     | Elenco principal, 27 episodios                                |
| 2021      | Amarres                     | Ricardo                          | Elenco principal                                              |
| 2024      | Bandidos                    | Wilson                           | Elenco principal                                              |

### Cine
| Año  | Película                                        | Rol                  | Director                  | Notas         |
| ---- | ----------------------------------------------- | -------------------- | ------------------------- | ------------- |
| 1999 | La segunda noche                                | Muchacho del coche   | Alejandro Gamboa          |               |
| 2003 | Contratiempo                                    |                      |                           |               |
| 2003 | Cielo nuevo                                     |                      |                           |               |
| 2003 | Veinte Varos                                    |                      |                           |               |
| 2004 | Cero y van cuatro                               | Alfonso "El Torzón"  | Carlos Carrera            |               |
| 2005 | La última noche                                 | Sergio               | Alejandro Gamboa          |               |
| 2006 | Alta infidelidad                                | Leonardo             | Adolfo Martínez Orzynzski |               |
| 2007 | Cañitas                                         | Fernando             | Julio César Estrada       |               |
| 2008 | El garabato                                     | Rodolfo              | Adolfo Martínez Solares   |               |
| 2008 | Déficit                                         |                      | Gael García Bernal        |               |
| 2008 | Cinco días sin Nora                             | José Kurtz (joven)   | Mariana Chenillo          |               |
| 2008 | Volverte a ver                                  | Marco                | Gustavo Adrián Garzón     |               |
| 2012 | Espacio interior                                | Don Pedro (joven)    | Kai Parlange Tessmann     |               |
| 2013 | Sobre ella                                      | Daniel               | Mauricio Valle            |               |
| 2013 | No sé si cortarme las venas o dejármelas largas | Botarga "La flor"    | Manolo Caro               |               |
| 2013 | Velasco                                         | Santiago Velasco     |                           |               |
| 2014 | Cásese quien pueda                              | Mariano              | Marco Polo Constande      |               |
| 2014 | La dictadura perfecta                           | Novio                | Luis Estrada              |               |
| 2014 | Amor de mis amores                              | Carlos               | Manolo Caro               |               |
| 2014 | Elvira, te daría mi vida pero la estoy usando   | Ejecutivo            | Manolo Caro               |               |
| 2015 | Eres mi pasión                                  | Armando              | Anwar Safa                |               |
| 2016 | Treintona soltera y fantástica                  | Sensei               | Chava Cartas              |               |
| 2016 | La vida inmoral de la pareja ideal              | Igor                 | Manolo Caro               |               |
| 2016 | Sr. Pig                                         | Agente personalizado | Diego Luna                |               |
| 2017 | Casi una gran estafa                            | Adalberto            | Guillermo Barba           |               |
| 2019 | Solteras                                        | Diego                | Luis Javier Henaine       |               |
| 2019 | ¿Conoces a Tomás?                               | Don T.               | María Torres              |               |
| 2019 | Un papá pirata                                  | Gaspar               | Humberto Hinojosa Oscáriz |               |
| 2019 | Guadalupe Reyes                                 | Hugo                 | Salvador Espinoza         |               |
| 2020 | El club de los idealistas                       | Aranas               | Marcelo Tobar             | Posproducción |
| 2020 | Se busca papá                                   | Alberto              | Javier Colinas            |               |
| 2021 | La Casa de las Flores: la película              | Diego Olvera         | Manolo Caro               |               |